# نودیرو
نودیرو (به انگلیسی: Naudero) یک شهر در پاکستان است که در ناحیه لارکانه واقع شده‌است.